# العلاقات الإيرانية السريلانكية
العلاقات الإيرانية السريلانكية هي العلاقات الثنائية التي تجمع بين إيران وسريلانكا.

## مقارنة بين البلدين
هذه مقارنة عامة ومرجعية للدولتين:
| وجه المقارنة                                              | إيران                    | سريلانكا                         |
| --------------------------------------------------------- | ------------------------ | -------------------------------- |
| المساحة (كم2)                                             | 1.65 مليون               | 65.61 ألف                        |
| عدد السكان (نسمة)                                         | 79.97 مليون              | 21.44 مليون                      |
| الكثافة السكانية (ن./كم²)                                 | 48.47                    | 326.78                           |
| العاصمة                                                   | طهران                    | سري جاياواردنابورا كوتي، كولمبو  |
| اللغة الرسمية                                             | لغة فارسية               | اللغة السنهالية، اللغة التاميلية |
| العملة                                                    | ريال إيراني              | روبية سريلانكي                   |
| الناتج المحلي الإجمالي (بليون دولار)                      | 439.51 مليار             | 87.17 مليار                      |
| الناتج المحلي الإجمالي (تعادل القوة الشرائية) بليون دولار | 1.36 تريليون             | 246.62 مليار                     |
| الناتج المحلي الإجمالي الاسمي للفرد دولار أمريكي          |                          | 3.93 ألف                         |
| الناتج المحلي الإجمالي للفرد دولار أمريكي                 |                          | 11.11 ألف                        |
| مؤشر التنمية البشرية                                      | 0.766                    | 0.757                            |
| رمز المكالمات الدولي                                      | +98                      | +94                              |
| رمز الإنترنت                                              | .ir،                     | .lk،                             |
| المنطقة الزمنية                                           | ت ع م+03:30، توقيت إيران | ت ع م+05:30                      |

## منظمات دولية مشتركة
يشترك البلدان في عضوية مجموعة من المنظمات الدولية، منها:
| علم المنظمة | اسم المنظمة                        | تاريخ انضمام إيران | تاريخ انضمام سريلانكا |
| ----------- | ---------------------------------- | ------------------ | --------------------- |
|             | مؤسسة التنمية الدولية              | 10 أكتوبر 1960     | 27 يونيو 1961         |
|             | يونسكو                             | 6 سبتمبر 1948      | 14 نوفمبر 1949        |
|             | وكالة ضمان الاستثمار متعدد الأطراف | 15 ديسمبر 2003     | 27 مايو 1988          |
|             | الأمم المتحدة                      | 24 أكتوبر 1945     | 14 ديسمبر 1955        |
|             | الاتحاد البريدي العالمي            | ?                  | ?                     |
|             | البنك الدولي للإنشاء والتعمير      | 29 ديسمبر 1945     | 29 أغسطس 1950         |
|             | المنظمة الهيدروغرافية الدولية      | ?                  | ?                     |
|             | منظمة حظر الأسلحة الكيميائية       | ?                  | ?                     |
|             | مؤسسة التمويل الدولية              | 28 ديسمبر 1956     | 20 يوليو 1956         |
|             | منظمة الشرطة الجنائية الدولية      | ?                  | ?                     |

## وصلات خارجية
- موقع وزارة الخارجية الإيرانية
- موقع وزارة الخارجية السريلانكية